# David Hull
David Hull (nascido em 1985) é um ator americano, mais conhecido por interpretar White Josh na série de comédia dramática Crazy Ex-Girlfriend.

## Carreira
Hull teve vários créditos na Broadway antes de ser escalado para o papel de White Josh em Crazy Ex-Girlfriend em 2015. Em abril de 2017, foi anunciado que Hull havia sido promovido a série regularmente. Ele também teve um papel recorrente como Travis Moore na série de comédia da HBO, Insecure. Ele interpretou Logan no The Middle, onde ele trabalha no shopping com Sue Heck.
Hull apareceu no filme de 2017, The Dark Tapes.